# Riazor Blues
Riazor Blues es un grupo ultra del Real Club Deportivo de La Coruña.

## Incidentes
Al grupo se le considera popularmente responsable de la muerte de Manuel Ríos Suárez, seguidor deportivista que acudió a un encuentro copero disputado en el Estadio Multiusos de San Lázaro entre el Sociedad Deportiva Compostela y el Real Club Deportivo de La Coruña.
No obstante, el único detenido por la muerte de Manuel Ríos fue absuelto después de que la única testigo del suceso y pareja sentimental del fallecido declarara a favor del acusado. El caso sigue sin resolver.
El 30 de noviembre de 2014 integrantes de los Riazor Blues protagonizaron una batalla campal de 160 personas contra los hinchas del Frente Atlético, horas antes del enfrentamiento de los blanquiazules con el Atlético de Madrid. Después de varias investigaciones, la policía concluyó que no se trató de una quedada preparada, por lo que la hipótesis de una emboscada por parte de los seguidores atléticos es la posible causa del altercado. Del lado del Frente Atlético participaron miembros ultras del Sporting de Gijón. El resultado fue un seguidor de los Riazor Blues asesinado, Francisco Javier Romero Taboada "Jimmy", padre de dos hijos. Además hubo una docena de heridos y 20 detenidos. 
Después del asesinato de Jimmy, miembros de Celtarras (hinchas radicales del Celta de Vigo) llamaron y se acercaron hasta La Coruña como muestra de solidaridad con los Riazor Blues. Celtarras también participó firmando oficialmente el comunicado que, junto a la firma de otros grupos radicales de izquierdas, condenaba el asesinato de Javier Romero Taboada.
Según Ramón Spaaij y Carles Viñas, durante su historia experimentaron una evolución «ideológica» —en la medida de lo superficial de dicha ideología— y pasaron de ser una organización vinculada a la extrema derecha a ser de extrema izquierda.